# Grand Prix Austrii 2021
Grand Prix Austrii, oficjalnie Formula 1 BWT Großer Preis von Österreich 2021 – dziewiąta runda Mistrzostw Świata Formuły 1 w sezonie 2021. Grand Prix odbyło się w dniach 2–4 lipca 2021 na torze Red Bull Ring w Spielbergu. Wyścig wygrał po starcie z pole position Max Verstappen (Red Bull), a na podium kolejno stanęli Valtteri Bottas (Mercedes) oraz Lando Norris (McLaren).

## Lista startowa
Na niebieskim tle kierowcy biorący udział jedynie w piątkowych treningach.
| Nr          | Kierowca           | Zespół                                  | Samochód                          | Silnik                      | Opony |
| ----------- | ------------------ | --------------------------------------- | --------------------------------- | --------------------------- | ----- |
| 3           | Daniel Ricciardo   | McLaren F1 Team                         | McLaren MCL35M                    | Mercedes-AMG F1 M12 1,6 V6T | P     |
| 4           | Lando Norris       | McLaren F1 Team                         | McLaren MCL35M                    | Mercedes-AMG F1 M12 1,6 V6T | P     |
| 5           | Sebastian Vettel   | Aston Martin Cognizant Formula One Team | Aston Martin AMR21                | Mercedes-AMG F1 M12 1,6 V6T | P     |
| 6           | Nicholas Latifi    | Williams Racing                         | Williams FW43B                    | Mercedes-AMG F1 M12 1,6 V6T | P     |
| 7           | Kimi Räikkönen     | Alfa Romeo Racing ORLEN                 | Alfa Romeo C41                    | Ferrari 065/6 1,6 V6T       | P     |
| 9           | Nikita Mazepin     | Uralkali Haas F1 Team                   | Haas VF-21                        | Ferrari 065/6 1,6 V6T       | P     |
| 10          | Pierre Gasly       | Scuderia AlphaTauri Honda               | AlphaTauri AT02                   | Honda RA621H 1,6 V6T        | P     |
| 11          | Sergio Pérez       | Red Bull Racing Honda                   | Red Bull RB16B                    | Honda RA621H 1,6 V6T        | P     |
| 14          | Fernando Alonso    | Alpine F1 Team                          | Alpine A521                       | Renault E-Tech 20B 1,6 V6T  | P     |
| 16          | Charles Leclerc    | Scuderia Ferrari Mission Winnow         | Ferrari SF21                      | Ferrari 065/6 1,6 V6T       | P     |
| 18          | Lance Stroll       | Aston Martin Cognizant Formula One Team | Aston Martin AMR21                | Mercedes-AMG F1 M12 1,6 V6T | P     |
| 22          | Yūki Tsunoda       | Scuderia AlphaTauri Honda               | AlphaTauri AT02                   | Honda RA621H 1,6 V6T        | P     |
| 31          | Esteban Ocon       | Alpine F1 Team                          | Alpine A521                       | Renault E-Tech 20B 1,6 V6T  | P     |
| 33          | Max Verstappen     | Red Bull Racing Honda                   | Red Bull RB16B                    | Honda RA621H 1,6 V6T        | P     |
| 37          | Zhou Guanyu        | Alpine F1 Team                          | Alpine A521                       | Renault E-Tech 20B 1,6 V6T  | P     |
| 44          | Lewis Hamilton     | Mercedes-AMG Petronas Formula One Team  | Mercedes-AMG F1 W12 E Performance | Mercedes-AMG F1 M12 1,6 V6T | P     |
| 45          | Roy Nissany        | Williams Racing                         | Williams FW43B                    | Mercedes-AMG F1 M12 1,6 V6T | P     |
| 47          | Mick Schumacher    | Uralkali Haas F1 Team                   | Haas VF-21                        | Ferrari 065/6 1,6 V6T       | P     |
| 55          | Carlos Sainz Jr.   | Scuderia Ferrari Mission Winnow         | Ferrari SF21                      | Ferrari 065/6 1,6 V6T       | P     |
| 63          | George Russell     | Williams Racing                         | Williams FW43B                    | Mercedes-AMG F1 M12 1,6 V6T | P     |
| 77          | Valtteri Bottas    | Mercedes-AMG Petronas Formula One Team  | Mercedes-AMG F1 W12 E Performance | Mercedes-AMG F1 M12 1,6 V6T | P     |
| 98          | Callum Ilott       | Alfa Romeo Racing ORLEN                 | Alfa Romeo C41                    | Ferrari 065/6 1,6 V6T       | P     |
| 99          | Antonio Giovinazzi | Alfa Romeo Racing ORLEN                 | Alfa Romeo C41                    | Ferrari 065/6 1,6 V6T       | P     |
| Źródło: FIA |                    |                                         |                                   |                             |       |

## Wyniki

### Zwycięzcy sesji treningowych
| Sesja       | Nr | Kierowca       | Konstruktor | Czas     | Okr. |
| ----------- | -- | -------------- | ----------- | -------- | ---- |
| 1           | 33 | Max Verstappen | Red Bull    | 1:05,143 | 37   |
| 2           | 44 | Lewis Hamilton | Mercedes    | 1:04,523 | 31   |
| 3           | 33 | Max Verstappen | Red Bull    | 1:04,591 | 15   |
| Źródło: FIA |    |                |             |          |      |

### Kwalifikacje
| P                    | Nr | Kierowca           | Konstruktor           | Czasy w kwalifikacjach | Czasy w kwalifikacjach | Czasy w kwalifikacjach | Poz. s. |
| P                    | Nr | Kierowca           | Konstruktor           | Q1                     | Q2                     | Q3                     | Poz. s. |
| -------------------- | -- | ------------------ | --------------------- | ---------------------- | ---------------------- | ---------------------- | ------- |
| 1                    | 33 | Max Verstappen     | Red Bull Racing-Honda | 1:04,249               | 1:03,927               | 1:03,720               | 1       |
| 2                    | 4  | Lando Norris       | McLaren-Mercedes      | 1:04,345               | 1:04,415               | 1:03,768               | 2       |
| 3                    | 11 | Sergio Pérez       | Red Bull Racing-Honda | 1:04,833               | 1:04,483               | 1:03,990               | 3       |
| 4                    | 44 | Lewis Hamilton     | Mercedes              | 1:04,506               | 1:04,258               | 1:04,014               | 4       |
| 5                    | 77 | Valtteri Bottas    | Mercedes              | 1:04,563               | 1:04,376               | 1:04,049               | 5       |
| 6                    | 10 | Pierre Gasly       | AlphaTauri-Honda      | 1:04,841               | 1:04,412               | 1:04,107               | 6       |
| 7                    | 22 | Yūki Tsunoda       | AlphaTauri-Honda      | 1:04,967               | 1:04,518               | 1:04,273               | 7       |
| 8                    | 5  | Sebastian Vettel   | Aston Martin-Mercedes | 1:04,846               | 1:04,493               | 1:04,570               | 11      |
| 9                    | 63 | George Russell     | Williams-Mercedes     | 1:04.907               | 1:04.553               | 1:04.591               | 8       |
| 10                   | 18 | Lance Stroll       | Aston Martin-Mercedes | 1:04,927               | 1:04,547               | 1:04,618               | 9       |
| 11                   | 55 | Carlos Sainz Jr.   | Ferrari               | 1:04,596               | 1:04,559               |                        | 10      |
| 12                   | 16 | Charles Leclerc    | Ferrari               | 1:04,906               | 1:04,600               |                        | 12      |
| 13                   | 3  | Daniel Ricciardo   | McLaren-Mercedes      | 1:04,977               | 1:04,719               |                        | 13      |
| 14                   | 14 | Fernando Alonso    | Alpine-Renault        | 1:04,472               | 1:04,856               |                        | 14      |
| 15                   | 99 | Antonio Giovinazzi | Alfa Romeo-Ferrari    | 1:04,782               | 1:05,083               |                        | 15      |
| 16                   | 7  | Kimi Räikkönen     | Alfa Romeo-Ferrari    | 1:05,009               |                        |                        | 16      |
| 17                   | 31 | Esteban Ocon       | Alpine-Renault        | 1:05,051               |                        |                        | 17      |
| 18                   | 6  | Nicholas Latifi    | Williams-Mercedes     | 1:05,195               |                        |                        | 18      |
| 19                   | 47 | Mick Schumacher    | Haas-Ferrari          | 1:05,427               |                        |                        | 19      |
| 20                   | 9  | Nikita Mazepin     | Haas-Ferrari          | 1:05,951               |                        |                        | 20      |
| 107% czasu: 1:08,746 |    |                    |                       |                        |                        |                        |         |
| Źródło: FIA          |    |                    |                       |                        |                        |                        |         |

Uwagi
1. ↑  Sebastian Vettel otrzymał karę cofnięcia o 3 pozycje za zablokowanie Fernanda Alonso podczas kwalifikacji[6].

### Wyścig
| P           | Nr | Kierowca           | Konstruktor           | Okr. | Czas                       | Start | +/–       | Punkty |
| ----------- | -- | ------------------ | --------------------- | ---- | -------------------------- | ----- | --------- | ------ |
| 1           | 33 | Max Verstappen     | Red Bull Racing-Honda | 71   | 1:23:54,543                | 1     | Bez zmian | 25+1   |
| 2           | 77 | Valtteri Bottas    | Mercedes              | 71   | +17,973                    | 5     | 3         | 18     |
| 3           | 4  | Lando Norris       | McLaren-Mercedes      | 71   | +20,019                    | 2     | 1         | 15     |
| 4           | 44 | Lewis Hamilton     | Mercedes              | 71   | +46,452                    | 4     | Bez zmian | 12     |
| 5           | 55 | Carlos Sainz Jr.   | Ferrari               | 71   | +57,144                    | 11    | 6         | 10     |
| 6           | 11 | Sergio Pérez       | Red Bull Racing-Honda | 71   | +57,915                    | 3     | 3         | 8      |
| 7           | 3  | Daniel Ricciardo   | McLaren-Mercedes      | 71   | +1:00,395                  | 13    | 6         | 6      |
| 8           | 16 | Charles Leclerc    | Ferrari               | 71   | +1:01,195                  | 12    | 4         | 4      |
| 9           | 10 | Pierre Gasly       | AlphaTauri-Honda      | 71   | +1:01,844                  | 6     | 3         | 2      |
| 10          | 14 | Fernando Alonso    | Alpine-Renault        | 70   | +1 okrążenie               | 14    | 4         | 1      |
| 11          | 63 | George Russell     | Williams-Mercedes     | 70   | +1 okrążenie               | 9     | 2         |        |
| 12          | 22 | Yūki Tsunoda       | AlphaTauri-Honda      | 70   | +1 okrążenie               | 7     | 5         |        |
| 13          | 18 | Lance Stroll       | Aston Martin-Mercedes | 70   | +1 okrążenie               | 10    | 3         |        |
| 14          | 99 | Antonio Giovinazzi | Alfa Romeo-Ferrari    | 70   | +1 okrążenie               | 15    | 1         |        |
| 15          | 7  | Kimi Räikkönen     | Alfa Romeo-Ferrari    | 70   | +1 okrążenie               | 16    | Bez zmian |        |
| 16          | 6  | Nicholas Latifi    | Williams-Mercedes     | 70   | +1 okrążenie               | 18    | 3         |        |
| 17          | 5  | Sebastian Vettel   | Aston Martin-Mercedes | 69   | NU (kolizja)               | 8     | 9         |        |
| 18          | 47 | Mick Schumacher    | Haas-Ferrari          | 69   | +2 okrążenia               | 19    | 1         |        |
| 19          | 9  | Nikita Mazepin     | Haas-Ferrari          | 69   | +2 okrążenia               | 20    | 1         |        |
| NS          | 31 | Esteban Ocon       | Alpine-Renault        | 0    | NU (uszkodzenia kolizyjne) | 17    |           |        |
| Źródło: FIA |    |                    |                       |      |                            |       |           |        |

Uwagi
1. ↑  Dodatkowy 1 punkt jest przyznawany kierowcy, który ustanowił najszybsze okrążenie w wyścigu, pod warunkiem, że ukończył wyścig w pierwszej 10.
2. ↑  Sergio Pérez ukończył wyścig na piątym miejscu, ale otrzymał łącznie karę 10 sekund doliczonych do uzyskanego czasu za wypchnięcie Charles’a Leclerca z toru[9][10].
3. ↑  Yūki Tsunoda otrzymał karę 5 sekund doliczonych do uzyskanego czasu za przekroczenie prędkości w alei serwisowej, ale nie wpłynęło to na jego pozycję końcową[11].
4. ↑  Lance Stroll otrzymał karę 5 sekund doliczonych do uzyskanego czasu za przekroczenie linii przy wjeździe do alei serwisowej, ale nie wpłynęło to na jego pozycję końcową[12].
5. ↑  Kimi Räikkönen otrzymał karę przejazdu przez aleję serwisową zmienioną na 20 sekund doliczonych do uzyskanego czasu za spowodowanie kolizji z Sebastianem Vettelem, ale nie wpłynęło to na jego pozycję końcową[13].
6. ↑  Nicholas Latifi ukończył wyścig na piętnastym miejscu, ale otrzymał karę 10 sekund stop-and-go zmienioną na 30 sekund doliczonych do uzyskanego czasu za niespowolnienie podczas podwójnych żółtych flag[14].
7. ↑  Sebastian Vettel został sklasyfikowany, ponieważ przejechał więcej niż 90% dystansu wyścigu.
8. ↑  Nikita Mazepin otrzymał karę 10 sekund stop-and-go zmienioną na 30 sekund doliczonych do uzyskanego czasu za niespowolnienie podczas podwójnych żółtych flag, ale nie wpłynęło to na jego pozycję końcową[15].

### Najszybsze okrążenie
| Nr          | Kierowca       | Konstruktor | Czas     | Okr. |
| ----------- | -------------- | ----------- | -------- | ---- |
| 33          | Max Verstappen | Red Bull    | 1:06,200 | 62   |
| Źródło: FIA |                |             |          |      |

### Prowadzenie w wyścigu
| Nr                              | Kierowca       | Konstruktor | Okrążenia | Suma |
| ------------------------------- | -------------- | ----------- | --------- | ---- |
| 33                              | Max Verstappen | Red Bull    | 1–71      | 71   |
| \| Wykres \| \| ------ \| \| \| |                |             |           |      |
| Źródło: FIA                     |                |             |           |      |
| Wykres                          |                |             |           |      |
|                                 |                |             |           |      |

## Klasyfikacja po wyścigu

### Kierowcy
Źródło: FIA
| P  | +/− | Kierowca           | Starty | Punkty | P1 | P2 | P3 | PP | NO | NS |
| -- | --- | ------------------ | ------ | ------ | -- | -- | -- | -- | -- | -- |
| 1  | 0   | Max Verstappen     | 9      | 182    | 5  | 3  | –  | 3  | 4  | –  |
| 2  | 0   | Lewis Hamilton     | 9      | 150    | 3  | 3  | –  | 2  | 3  | –  |
| 3  | 0   | Sergio Pérez       | 9      | 104    | 1  | –  | 1  | –  | –  | –  |
| 4  | 0   | Lando Norris       | 9      | 101    | –  | –  | 3  | –  | –  | –  |
| 5  | 0   | Valtteri Bottas    | 9      | 92     | –  | 1  | 4  | 1  | 2  | 2  |
| 6  | 0   | Charles Leclerc    | 9      | 62     | –  | –  | –  | 2  | –  | 1  |
| 7  | 0   | Carlos Sainz Jr.   | 9      | 60     | –  | 1  | –  | –  | –  | –  |
| 8  | +1  | Daniel Ricciardo   | 9      | 40     | –  | –  | –  | –  | –  | –  |
| 9  | −1  | Pierre Gasly       | 9      | 39     | –  | –  | 1  | –  | –  | 1  |
| 10 | 0   | Sebastian Vettel   | 9      | 30     | –  | 1  | –  | –  | –  | –  |
| 11 | 0   | Fernando Alonso    | 9      | 20     | –  | –  | –  | –  | –  | 1  |
| 12 | 0   | Lance Stroll       | 9      | 14     | –  | –  | –  | –  | –  | 1  |
| 13 | 0   | Esteban Ocon       | 9      | 12     | –  | –  | –  | –  | –  | 2  |
| 14 | 0   | Yūki Tsunoda       | 9      | 9      | –  | –  | –  | –  | –  | 1  |
| 15 | 0   | Kimi Räikkönen     | 9      | 1      | –  | –  | –  | –  | –  | 1  |
| 16 | 0   | Antonio Giovinazzi | 9      | 1      | –  | –  | –  | –  | –  | –  |
| 17 | 0   | George Russell     | 9      | 0      | –  | –  | –  | –  | –  | 2  |
| 18 | 0   | Mick Schumacher    | 9      | 0      | –  | –  | –  | –  | –  | –  |
| 19 | 0   | Nikita Mazepin     | 9      | 0      | –  | –  | –  | –  | –  | 1  |
| 20 | 0   | Nicholas Latifi    | 9      | 0      | –  | –  | –  | –  | –  | 1  |
| P  | +/− | Kierowca           | Starty | Punkty | P1 | P2 | P3 | PP | NO | NS |

### Konstruktorzy
Źródło: FIA
| P  | +/− | Konstruktor               | Starty | Punkty | P1 | P2 | P3 | PP | NO | NS |
| -- | --- | ------------------------- | ------ | ------ | -- | -- | -- | -- | -- | -- |
| 1  | 0   | Red Bull Racing-Honda     | 18     | 286    | 6  | 3  | 1  | 4  | 4  | –  |
| 2  | 0   | Mercedes                  | 18     | 242    | 3  | 4  | 4  | 3  | 5  | 2  |
| 3  | 0   | McLaren-Mercedes          | 18     | 141    | –  | –  | 3  | –  | –  | –  |
| 4  | 0   | Ferrari                   | 18     | 122    | –  | 1  | –  | 2  | –  | 1  |
| 5  | 0   | Scuderia AlphaTauri-Honda | 18     | 48     | –  | –  | 1  | –  | –  | 2  |
| 6  | 0   | Aston Martin-Mercedes     | 18     | 44     | –  | 1  | –  | –  | –  | 1  |
| 7  | 0   | Alpine-Renault            | 18     | 32     | –  | –  | –  | –  | –  | 3  |
| 8  | 0   | Alfa Romeo Racing-Ferrari | 18     | 2      | –  | –  | –  | –  | –  | 1  |
| 9  | 0   | Williams-Mercedes         | 18     | 0      | –  | –  | –  | –  | –  | 3  |
| 10 | 0   | Haas-Ferrari              | 18     | 0      | –  | –  | –  | –  | –  | 1  |
| P  | +/− | Konstruktor               | Starty | Punkty | P1 | P2 | P3 | PP | NO | NS |